# 高橋雄一 (日本テレビ)
高橋 雄一（たかはし ゆういち、1976年5月25日 - ）は、日本テレビの元アナウンサー。東京都町田市出身。身長180cm。血液型A型。

## 人物
東京都世田谷区で長男として生を受ける。父親の転勤で兵庫県西宮市→神奈川県川崎市→東京都町田市に居住。
桐蔭学園高等学校、上智大学経済学部卒業。
1999年、日本テレビにアナウンサーとして入社。同期のアナウンサーは新谷保志、山本真純、河合彩。
2007年、一般人女性との結婚を発表。2008年12月13日、『ズームイン!!サタデー』番組内で12月6日に子供が生まれ、父親になっていたことを発表。
2011年3月、番組内で日テレNEWS24、『午後いちニュース』放送中、東日本大震災に遭遇し、揺れる報道フロアから地震や津波に対する警戒を呼びかけた。
2011年7月、自らの志願により営業局へ異動。

## 担当番組
- それいけ!アンパンマン（プロデューサー）
  - それいけ!アンパンマンくらぶ（プロデューサー）
- あさ天5
- ジパングあさ6 芸能情報担当
- ザ!情報ツウ 金曜お出かけツウリポーター（ - 2005年9月30日）
- 峰竜太のホンの昼メシ前
- ご存じですか
- 企業Gメン
- 熱血バトル 花の芸能界（松永二三男がアナウンサーから一般職へ移動してから最終回まで、末期だったため特番が中心だった）
- 新ニッポン探検隊（2003年12月 - 2007年9月）
- NNNニューススポット・天気（火曜・金曜 20:54 - 21:00）
- NNNストレイトニュース
  - 山下美穂子の代理（2009年2月21日・4月18日・5月9日・11月21日・28日）
  - 桝太一の代理（2009年3月5日・6日・8月6日・7日・11月5日・6日）
  - 矢島学の代理（2011年3月14日）
- ズームイン!!サタデー（2006年9月30日 - 2010年3月27日）
- イブニングプレス donna
- キユーピー3分クッキング（月 - 土(隔週)、2003年4月 - 2011年7月2日[1]）
- 皇室日記（2010年1月 - 2011年6月）
- スポーツ中継（ボクシング、箱根駅伝、NFL、総合格闘技、テニス、MotoGP）
- Music Lovers
- EDENS ZERO（アシスタントプロデューサー）